# Certificat d'obtention végétale
 (aout 2016).
Pour les articles homonymes, voir COV.
Le certificat d'obtention végétale (COV) est un acte de propriété sur une variété végétale.
La « matière première » de cette profession étant à la fois autoreproductible et vitale pour l'humanité, sachant que celle-ci est totipotente, il était nécessaire de trouver une formule qui garantisse à la fois la reconnaissance du travail du sélectionneur et la liberté de travail de l'agriculteur. Le COV permet de réutiliser une partie de la récolte pour la ressemer en échange d'un paiement; c'est ce que l'on appelle « le privilège de l'agriculteur ». Ce privilège est valable si celui-ci s'engage à utiliser le produit de sa récolte pour la multiplication sur son exploitation et s'il le fait lui-même, exclusivement.

## Principes
À la suite de la spécialisation et de l'appropriation du domaine du vivant qui s'est développé à partir du XVIIIe siècle, le COV garantit au sélectionneur, :
- la protection de la dénomination de l'invention ;
- le quasi-monopole sur la vente des semences pendant une durée de 20 à 30 ans.

Il faut encore mentionner l'exemption de la recherche qui permet aux chercheurs d'utiliser gratuitement la variété protégée dans leurs travaux.
Les pays utilisant les COV sont regroupés au sein de l'Union pour la protection des obtentions végétales (UPOV).
Il est délivré par l'Instance Nationale des Obtentions Végétales (INOV) en France et par l'Office Communautaire des Variétés Végétales (OCVV) en Europe. Ce système a été adopté au niveau international en 1961 par l'Union internationale pour la Protection des Obtentions Végétales (UPOV) lors d'une conférence diplomatique. Le COV permet d'avoir accès a toutes les parties de la plante à des fins de recherche et d'expérimentation en échange d'une redevance.
Différents pays non européens ont déjà mis, ou mettent en œuvre, des systèmes de protection des obtentions végétales basés sur les Certificats d'Obtention végétale,
Un certificat d'obtention végétale peut être demandé par toute personne ressortissant d'un État ayant approuvé la convention internationale pour la protection des obtentions végétales ainsi que par toute personne ressortissant d'un État membre de la Communauté européenne.
Les droits du COV sont payants selon des barèmes révisés chaque année, le dernier date du 4 janvier 2016.
Pour obtenir le COV en France une demande peut être effectuée soit auprès du secrétariat de l'INOV, anciennement dénommé Comité pour la Protection des Obtentions Végétales (CPOV), soit sur le site internet du Groupe d'étude et de contrôle des variétés et des semences (GEVES). Ensuite pour obtenir une version Européenne il faut faire une demande auprès du Community Plant Variety Office (CPVO).

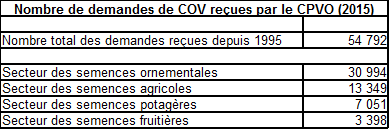

L'obtention du COV met environ 6 mois, pour cela il faut remplir 4 formulaires pour s'inscrire sur le catalogue officiel qui sont les informations administratives, une description sommaire sur la base d'un minimum de caractères morphologiques et physiologiques (DHS), les résultats des études VATE (Valeur Agronomique, Technologique et Environnementale) et CV (Contrôle Variétal), et enfin un formulaire de proposition de dénomination variétale (obligatoire et identique pour toutes les espèces : la première dénomination de la nouvelle variété est un numéro et ensuite se transforme en nom de marque si le COV est validé). L'étude VATE s'effectue seulement pour les espèces de grandes cultures.
Le COV a fêté ses 50 ans en 2012 mais fait encore l'objet d'une loi qui fait débat. (voir Contestations et critiques)
Le principe du COV permet de développer une nouvelle variété si celle-ci est distincte de la variété de base, homogène et stable (la variété doit être reproductible sans changement) sinon elle sera considérée comme « essentiellement dérivée ». Il doit suivre les normes des variétés végétales industrielles donc commercialisables et non des variétés sauvages. Un dossier d'observation de plusieurs années sur la nouvelle variété est effectué pour obtenir la validité de l'agence communautaire (différente pour chaque variété : par exemple organisme italien pour la variété Belle de Chine) qui vérifie l'authenticité de la variété particulière.
De plus, la mise au point d'une nouvelle variété à partir d'une variété protégée par un COV est permise et cette nouvelle variété peut être mise sur le marché sans que son inventeur ne doive rien au détenteur du COV. Il faut cependant que la nouvelle variété puisse se perpétuer indépendamment de la première variété. C'est l'« exemption en faveur de l'obtenteur ».

## COV dans les filières agricoles et horticoles françaises
Les acteurs de la filière qui influent sur les débats sur le COV sont le Comité Technique Permanent de la Sélection (CTPS) qui donne des avis sur la réglementation des semences, le GEVES qui se charge de tester les nouvelles variétés, "semae" l'interprofession des semences et plants (ex GNIS) , l'Institut national de recherche pour l'agriculture, l'alimentation et l'environnement (INRAE) qui participe à la recherche en agronomie et le Ministère de l'Agriculture et de la souveraineté alimentaire qui applique les lois de la politique agricole commune avec l'Union Européenne.
En France, pour les arbres forestiers, fruitiers ou d'ornement, pour la vigne ainsi que pour les graminées et légumineuses, les pommes de terre et les lignées endogames (lignée de plantes dont le mode reproduction n'est pas aléatoire) utilisées pour la production de variétés hybrides, la durée de la protection est fixée à trente ans.
Pour le reste des variétés végétales elles sont protégées grâce au COV pendant vingt-cinq ans.
En ce qui concerne les semences de ferme semae estime à 35 millions d'euros, le montant des royalties qui pourraient être collectés grâce au COV, en France.

### COV dans certaines filières horticoles
Des COV ont été obtenus pour différentes espèces telles que :
- De nombreuses variétés de rosiers [14]
- Des Hibiscus des Marais (variétés : Midnight Marvel, Planet Solène, Carrousel Joli Cœur...) des Pépinières Fleurs du Sud à Montauban.
- Des kiwis (Actinia chinensis) Variétés : Belle de Chine et MontCap[15] : du lycée agricole de Capou à Montauban dans le Tarn-et-Garonne[réf. nécessaire].

.

## Comparaison entre le brevet et le COV
Le brevet est un titre de propriété industrielle sur une innovation qui interdit à un tiers de reproduire cette invention sans l'autorisation de l'inventeur ou du titulaire.
Le COV diffère du brevet de plusieurs manières,,
- Il s'applique à une variété végétale.
- Il permet le développement de nouvelles variétés à partir de variétés déjà existantes sans l'autorisation de l'obtenteur ; de ce fait, il est particulièrement adapté à la recherche sur des espèces végétales reproductibles.

Le COV suit le système "Sui generis" qui permet de créer une autre qualification dans une autre catégorie juridique déjà existante; donc un autre texte de loi qui différencie la brevetabilité du vivant du COV.
Contrairement au COV, le brevet est mal adapté au vivant ainsi qu'à sa spécificité ; en effet, il ne permet pas d'avoir accès aux ressources génétiques de la plante et donc ne permet pas de ressemer ses propres semences.
En Europe, le brevet est interdit au sens strict du terme pour le matériel végétal mais il reste possible de breveter des procédés de sélection et l’association entre un gène et une fonction.

## Contestations et critiques
Comme le brevet, bien que moins fortement, le COV est attaqué au motif qu'il serait conçu dans une optique d'agriculture industrielle.
Inversement, le système est également sapé par des firmes qui préfèrent le système de brevet et voudraient y soumettre leurs produits végétaux.
Il y a beaucoup de controverse sur le sujet des semences et du COV ainsi certaines associations et collectifs se battent contre ce dispositif :
La Confédération paysanne et le réseau des semences paysannes s'opposent aux COV car ils considèrent que les semences paysannes sont libres de droit et qu'un COV représente un investissement non négligeable, qui risque en plus de ne pas être rentable si la variété est peu utilisée. Ils refusent que les semences paysannes soient inscrites dans le catalogue officiel des semences légales.
L'association Kokopélli est en faveur de la liberté de commercialisation des graines et semences quelles qu'elles soient (potagères, céréalières, variétés anciennes ou modernes, paysannes : libres de droit et reproductibles...). Elle s'oppose vigoureusement à l'inscription des plantes dans le catalogue officiel, donc au COV et au brevet car elle considère que la législation a été établie en faveur d'une expansion industrielle et non dans le cadre d'un respect de la biodiversité des espèces et des variétés.
Le festival Alimenterre a été aussi un lieu de débat via la diffusion de films sur l'agriculture dans le monde. Le film «La Guerre des Graines» réalisé par Stenka Quillet et Clément Montfort est contre l'appartenance des graines et semences à de grosses firmes tels que Syngenta, Monsanto,Vilmorin et Limagrain et pour la liberté de ressemer ses propres semences de ferme. D'autres films, tels que « Légalité et Légitimité des Semences Paysannes », « Qui parle de breveter le vivant ? » et « Cultivons la Terre » réalisés par Honorine Perino, ou encore « Libérer nos semences » de David Del Olmo, sont des films critiques qui prônent la libération des semences paysannes et luttent contre les OGM.
Certains agriculteurs sont maintenant pour une limitation des lois sur le brevetage du vivant et pour une nouvelle réforme sur le sujet. En effet, on constate que beaucoup de réglementations concernent les brevets et les COV sur les espèces végétales, or il est possible d'enfreindre certaines clauses sans le vouloir et de créer une nouvelle variété déjà existante.
Mais en plus de cette obligation des agriculteurs, certains ont peur que cela entraîne une perte de biodiversité des espèces végétales. Les semences étant toujours les mêmes, ils craignent que la biodiversité soit justement défavorisée. Ressemer ses propres graines peut entraîner des variations dans l'espèce et faire apparaître de nouvelles caractéristiques inédites aux espèces qui existaient avant. Les plantes créées « naturellement » de cette façon peuvent s'adapter au climat et à l'écosystème environnant, pouvant ainsi la rendre résistante à bien des fléaux, et ce sans manipulation génétique ou l'aide de pesticides[évasif]. À l'inverse, racheter et planter chaque année les mêmes semences inlassablement reviendrait à appauvrir peu à peu cette biodiversité.
Depuis 2016, l'initiative allemande OpenSourceSeeds propose une licence libre permettant aux sélectionneurs de protéger toute nouvelle obtention/variété de toute appropriation, garantissant son statut de commun. La "Licence Semence Libre" contient les obligations et droits suivants: "toute personne peut utiliser la semence librement – cela inclut la culture, la dissemination, et son utilisation pour la sélection de nouvelles variétés, [...] mais aussi commercialisées, échangées ou données. Personne, en revanche, ne peut privatiser la semence et ses développements ultérieurs – la licence exclut l’apposition de brevet ou de certification d’obtention végétale. Chaque récipiendaire assigne ces mêmes droits et obligation à tout utilisateur potentiel de la semence ainsi que ses développements ultérieurs". Cette initiative fait partie du réseau international et informel Open Source Seeds International (OSSI) actif sur cinq continents .

## Législation
Au niveau européen, un arrêt de la cour de justice du 12 juillet 2012 (arrêt Kokopelli) a soutenu le parti de la propriété intellectuelle : toute semence doit être inscrite au catalogue officiel pour être commercialisée.

### Évolutions législatives (en France)
La loi n° 2006-236 du 1er mars 2006 relative aux obtentions végétales a porté la durée de la protection à 30 ans pour les arbres fruitiers et quelques autres espèces, pour harmonisation avec l'UPOV et le droit européen. La durée des certificats déjà délivrés et en vigueur a été prolongée de 5 ans.
La loi n° 2011-1843 sur les certificats d'obtention végétale, votée le 8 décembre 2011, met la France en conformité avec les textes européens, qui sont en cours de révision (3 règlements et 12 directives encadrant la commercialisation des semences et plants devraient être remplacés par un règlement européen unique (« règlement semences ») qui pourrait entrer en vigueur vers 2019). Cette loi interdit de cumuler un brevet et un COV pour tout matériel végétal. Elle introduit une exception relative aux semences de ferme (limite du monopole de l'obtenteur car celles-ci ne sont pas incluses dans le catalogue des hybrides F1). Elle inclut une extension de la protection par le certificat d'obtention végétale au-delà du simple matériel de reproduction de multiplication, les produits de la récolte obtenus par l’utilisation non autorisée de matériel de reproduction ou de multiplication de la variété est ainsi inclus.
Le COV est soumis a des obligations commerciales car la création variétale ne doit pas se faire à titre privé. Ainsi la création végétale a accédé au rang de propriété industrielle avec la Convention de l'UPOV de Paris.
La France a ratifié les modifications relatives à l'acte de 1991 sur la Convention de l'UPOV à Paris en 2012.
Le fonctionnaire ayant directement participé à l'élaboration d'une variété protégée par COV peut obtenir des primes d'intéressement.

### Autres pays
L'Organisation africaine de la propriété intellectuelle (OAPI) est un organisme intergouvernemental qui protège la propriété intellectuelle pour seize États d'Afrique, dont le COV.
Par exemple en Amérique, Australie et au Japon, le cumul d'un COV et d'un brevet est possible. Le site de l'UPOV précise pour chaque pays les législations en vigueur pour le COV.
L'Inde adopte en 2001 une loi nommée « Plant Variety Protection and Farmers’ Rights Bill (en) », dans laquelle la semence de ferme n'est pas définie comme un privilège, mais comme un droit car ces semences sont considérées comme non négligeables dans la biodiversité.